# Selles-sur-Cher

Selles-sur-Cher este o comună în departamentul Loir-et-Cher, Franța. În 1 ianuarie 2022 avea o populație de 4.225 de locuitori.